# Вестерау
Вестерау (нем. Westerau) — община в Германии, в земле Шлезвиг-Гольштейн. 
Входит в состав района Штормарн. Подчиняется управлению Нордстормарн.  Население составляет 781 человек (на 31 декабря 2010 года). Занимает площадь 15,38 км².